# Simulium gouldingi
Simulium gouldingi är en tvåvingeart som beskrevs av Stone 1952. Simulium gouldingi ingår i släktet Simulium och familjen knott. Inga underarter finns listade i Catalogue of Life.